# Bristol B.R.7
El Bristol B.R.7 fue un biplano monomotor biplaza construido por la británica Bristol por encargo del Gobierno español en 1913. No cumplió con sus especificaciones y el pedido fue cancelado.

## Desarrollo
El diseñador de aviones rumano Henri Coandă fue nombrado diseñador jefe de la Bristol Aeroplane Company en enero de 1912. Comenzó construyendo la serie de Bristol Coanda Monoplane, pero cuando el fallo estructural en uno de ellos provocó que el Ministerio de Guerra prohibiera el uso de monoplanos por parte del RFC, Coandă recurrió a diseños de biplanos. Su primer proyecto de este tipo, un avión monomotor de dos plazas, atrajo el interés de los Gobiernos español y alemán.
Los españoles solicitaron el uso del motor Renault de 50 kW (70 hp) que ya utilizaban en sus Farman. La versión alemana iba a ser construida por Deutsche Bristol-Werke utilizando un motor Daimler de 70 kW (90 hp), por lo que Coandă tuvo que preparar un diseño adecuado para ambos propulsores. La versión con motor Renault pasó a conocerse como B.R.7; el diseño alemán no parece haber tenido una etiqueta distintiva. El primero de los cinco B.R.7 pedidos para España apareció en el Olympia Aero Show en febrero de 1913, volando por primera vez en marzo en Larkhill. Sus alas tenían forma de dos vanos, sin decalaje. Había dos cabinas en tándem, una debajo del ala y otra para el piloto, detrás del borde de fuga. Detrás de las cabinas, el fuselaje era bastante delgado, llevando un plano de cola casi semicircular con un elevador de una pieza y un timón compensado sin empenaje. El tren de aterrizaje tenía la inusual forma de cuatro ruedas utilizada por el Monoplane, con un par de ruedas grandes montadas debajo del borde de fuga del ala y por detrás del centro de gravedad, junto con un par ligeramente más pequeño por delante del motor; el B.R.7 se asentaba en el suelo como un avión con tren de aterrizaje triciclo.

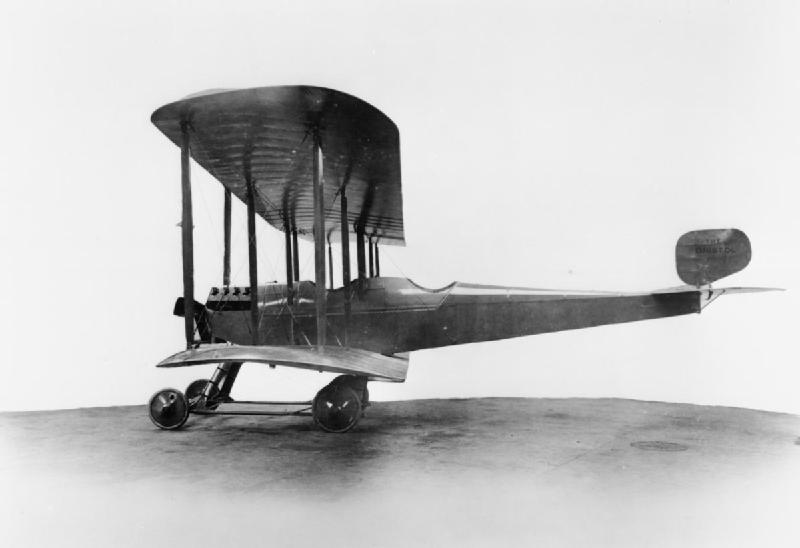

Las primeras pruebas mostraron que las alas del B.R.7 producían muy poca sustentación porque utilizaban el menor arqueamiento asociado con los monoplanos. Las alas fueron reemplazadas por un juego con mayor arqueamiento, lo que mejoró el rendimiento, pero no lo suficiente para cubrir la especificación. Los experimentos con una hélice de cuatro palas tampoco produjeron mejoras suficientes y el contrato español fue cancelado. El segundo aparato se perdió en un incendio y los cuatro restantes de la orden española volaron raramente. Un último y séptimo B.R.7 fue equipado con alas de mayor envergadura, pero el único ejemplar que voló mucho fue el primer prototipo, que permaneció en servicio en Larkhill como entrenador avanzado.
La máquina con motor Daimler, construida en Alemania, tenía alas de una envergadura mucho mayor (de 11,58 m a 17,37 m) en el plano superior y un consiguiente aumento del área del ala del 30 %. También tenía un timón y alerones más grandes. Voló en julio de 1913.

## Especificaciones
Referencia datos: Barnes, 1964

### Características generales
- Tripulación: Uno (piloto)
- Capacidad: Un pasajero
- Longitud: 8,4 m (27,4 ft)
- Envergadura: 11,6 m (38 ft)
- Superficie alar: 20,9 m² (225 ft²)
- Peso vacío: 429 kg (945,5 lb)
- Peso cargado: 828 kg (1824,9 lb)
- Planta motriz: 1× motor lineal V8 refrigerado por aire Renault 70 hp.
  - Potencia: 52 kW (72 HP; 71 CV)
- Hélices: Bipala de paso fijo

### Rendimiento
- Velocidad máxima operativa (Vno): 101 km/h (63 MPH; 55 kt)
- Alcance: 5 h